# Faro di Eierland
Il faro di Eierland  (in olandese: Vuurtoren Eierland) è un faro in mattoni, alto 34,7 metri e situato sulla punta settentrionale dell'isola olandese di Texel. Il suo nome è dovuto all'ex isola di Eierland, che è attualmente la parte settentrionale di quella di Texel.

## Storia
Il faro fu progettato da Quirinus Harder e la sua costruzione cominciò il 25 luglio 1863;  eretto in cima ad una duna di sabbia di 20 metri d'altezza, fu inaugurato il primo  novembre 1864. All'epoca, la distanza del faro dal mare era di 3 chilometri.
Originariamente la luce del faro era alimentata da cherosene. Attualmente la luce è alimentata elettricamente ed è una lampada fluorescente da 2000 watt della Philips, dall'intensità luminosa di 2,85 milioni di candele, la luce viene focalizzata da alcune lenti di Fresnel ed il sistema è automatizzato. Inoltre, in caso di rottura o malfunzionamento di alcune luci ve ne sono due di riserva che entrano in funzione autonomamente.
Durante la rivolta georgiana di Texel dell'Aprile 1945 il faro fu gravemente danneggiato. Per porre rimedio vi fu costruito un nuovo muro attorno ed un nuovo livello superiore. Il restauro portò però alla perdita di due piani, dunque il faro dispone di sette dei nove piani originari.
Il faro originariamente era di colore rosso ma con l'usura il suo colore è divenuto rosa. Nel 1977 fu avvolto da un rivestimento di plastica rosso.
Dal 1982 il faro è un monumento nazionale protetto (Rijksmonument).
Negli anni novanta del ventesimo secolo, il faro era interamente visitabile. Successivamente rimase chiuso per qualche tempo, ma dal 2009 è di nuovo accessibile dal sesto piano in su.

## Galleria d'immagini

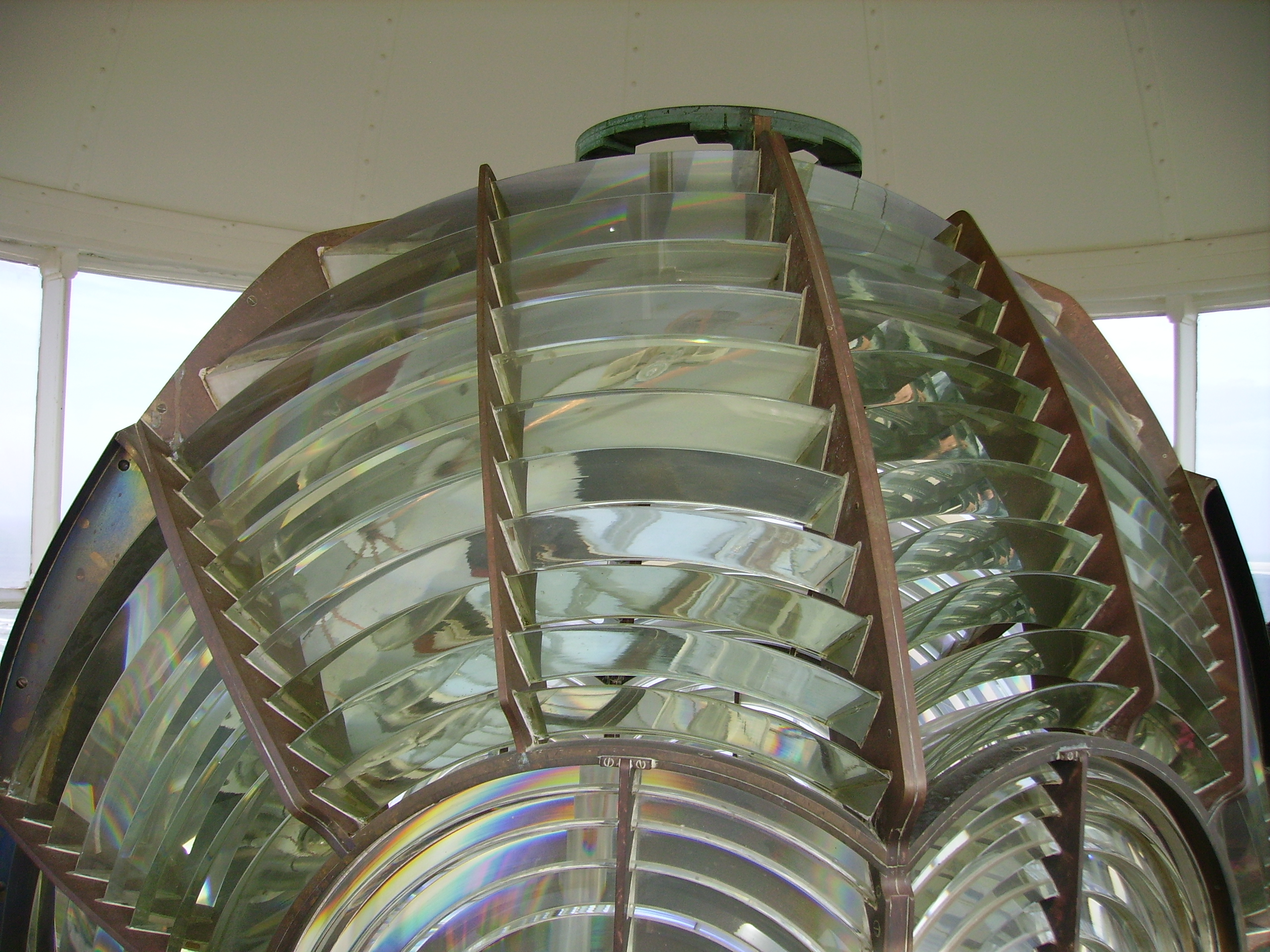
Lenti
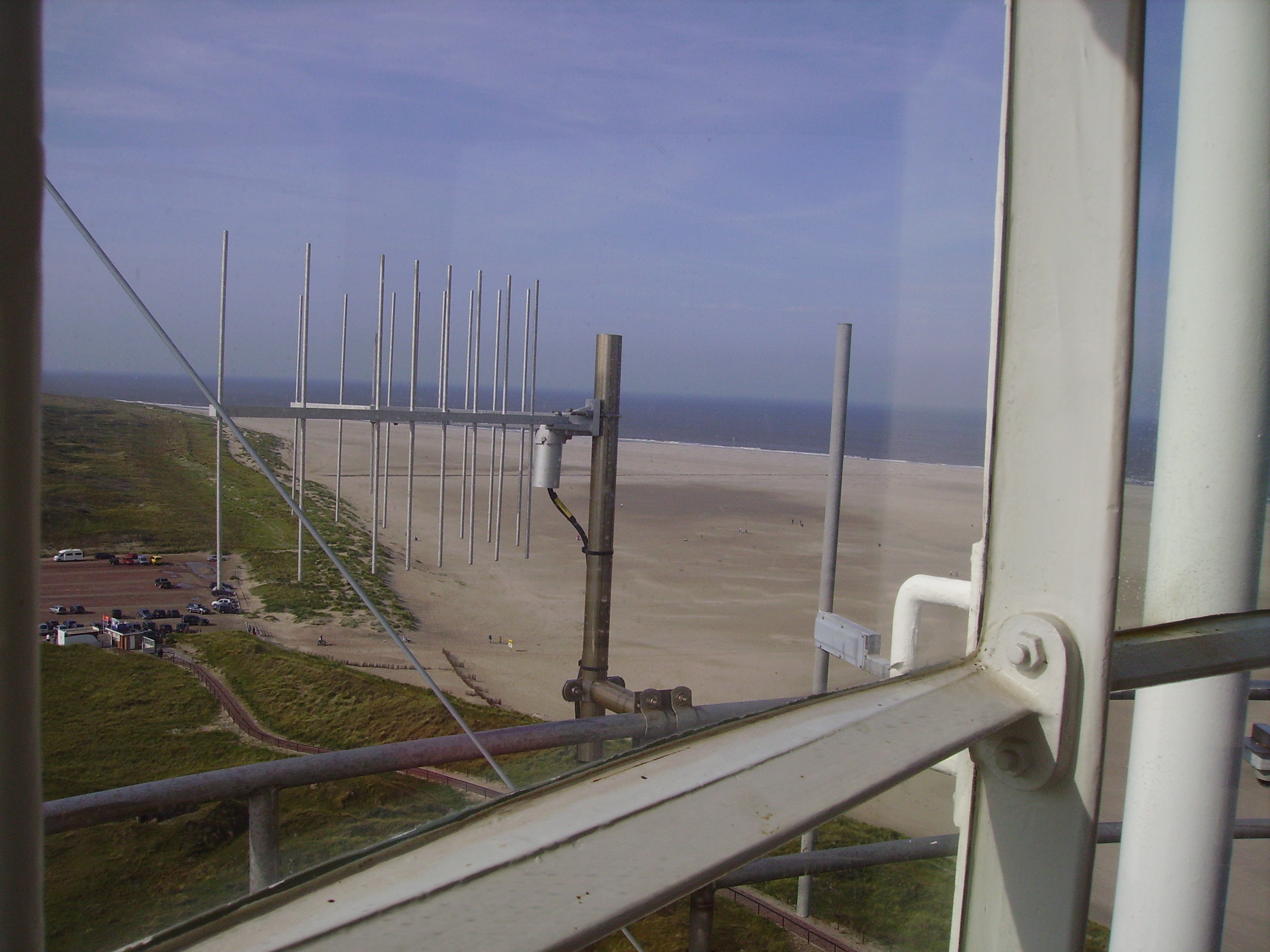
Vista ad ovest
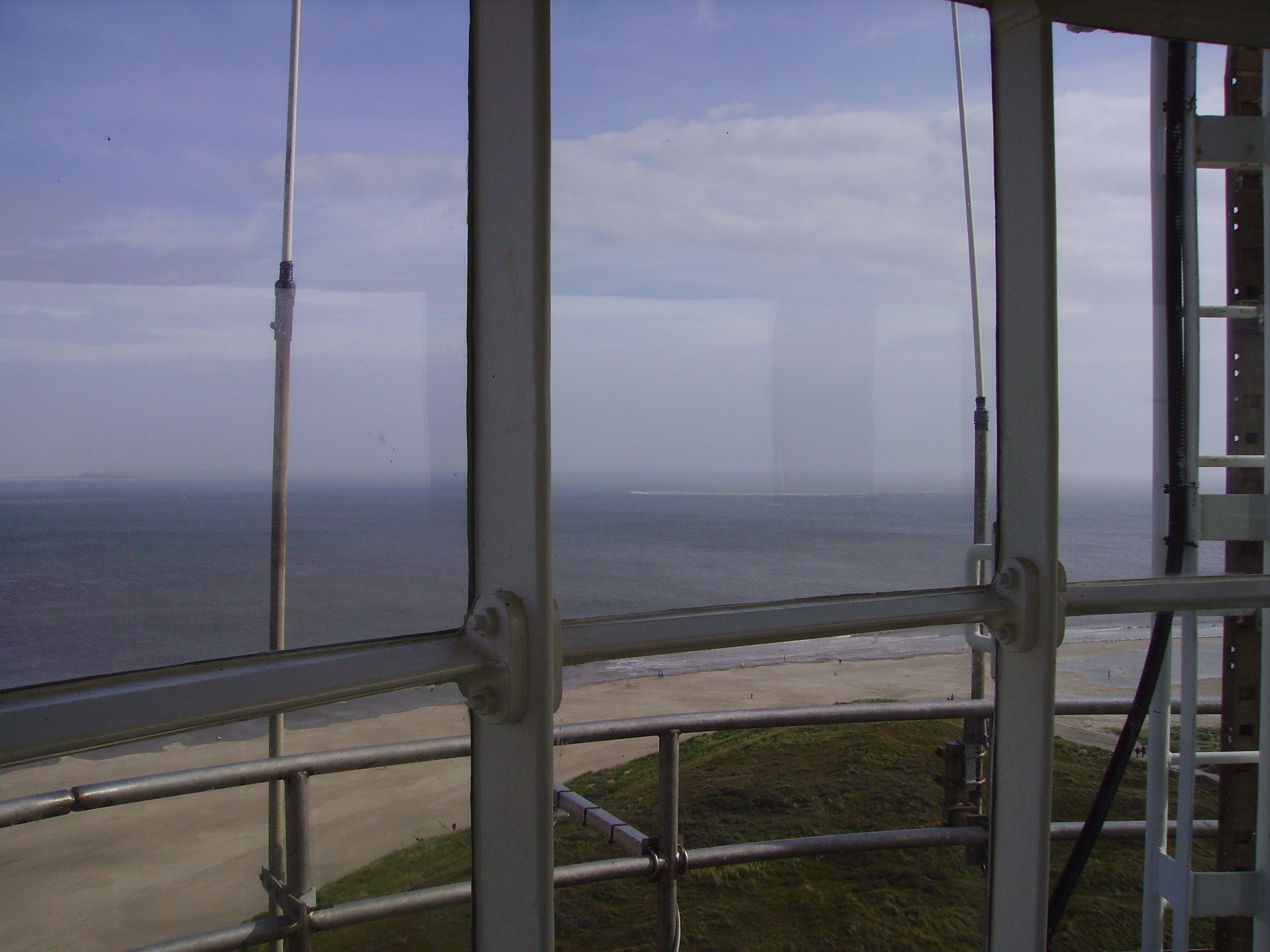
Vista ad est (Vlieland)

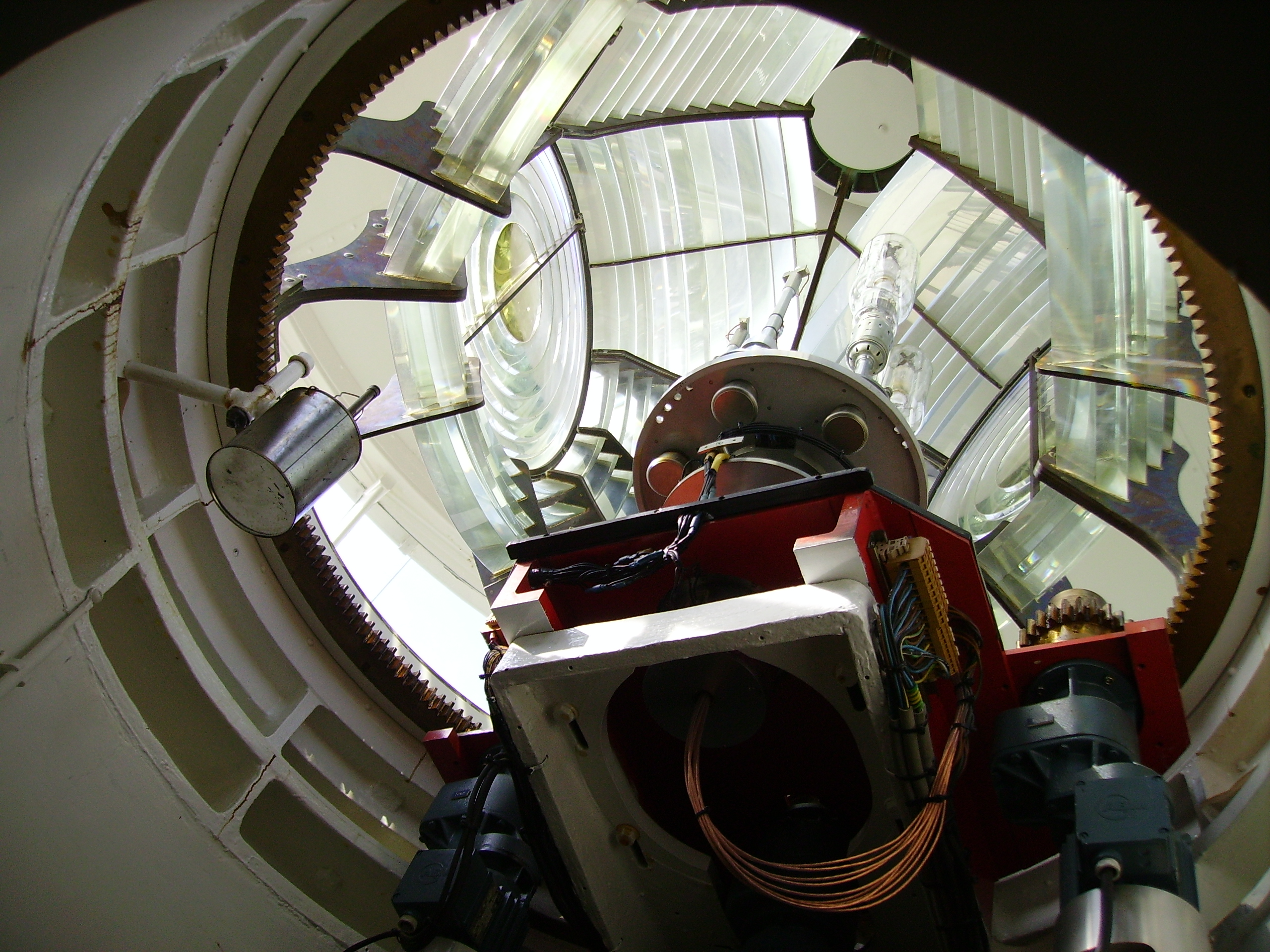
Lenti e luce da sotto
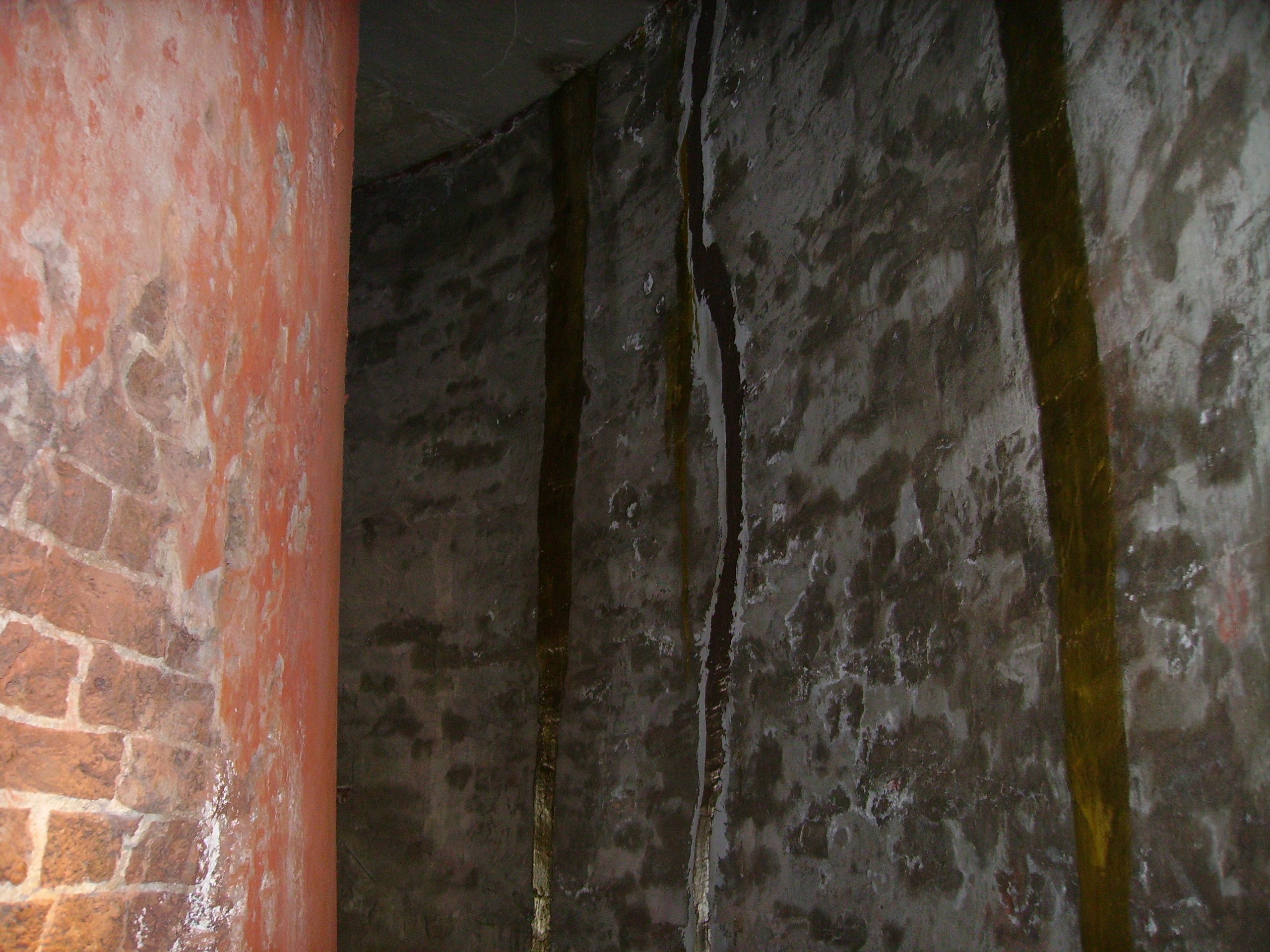
Spazio tra il vecchio faro ed il nuovo muro